# 馬超俊
馬 超俊（ば ちょうしゅん、1896年9月20日〈光緒22年8月14日〉 - 1977年〈民国66年〉9月19日）は、中華民国（台湾）の政治家。旧名は麟。号は星樵。中国同盟会以来の革命派人士で、労働組合組織などの任務を主に担当した。中国国民党では労資合作（労使協調）を唱え反共右派の立場をとっている。

## 事跡

### 革命派への参加
当初は旧学を学び童試にも及第したが、15歳の時に香港へ移り、工場労働者として働きながら夜学で英語を学んだ。1902年（光緒28年）にアメリカへ留学し、音楽機器に関する専門学校に入学する。このとき、サンフランシスコの致公堂に加入し、堂の長である黄三穂の紹介で『大同日報』の記者になった。1904年夏、孫文（孫中山）がサンフランシスコを訪問した際に、馬超俊は黄の紹介で孫と対面し、以後、革命派として活動するようになる。
1905年5月、馬超俊は孫文を追って日本に渡り、同年秋に明治大学政経科に入学、まもなく中国同盟会にも加入している。翌年2月、馬は香港に戻って革命派として活動する傍ら、華人機器工会（労働組合）を結成した。これ以降も、機械製造研究の名目で、香港研機書塾、広東機器研究公会などの公会組織を創設し、これらを革命派の拠点としている。また、馬は革命派に対して蜂起の際の武器提供任務もこなした。
1911年（宣統3年）10月、武昌起義（辛亥革命）が勃発すると、馬超俊も革命派としてこれに参戦した。まもなく武昌に赴き、湖北軍政府都督黎元洪の命で薩鎮氷率いる清朝海軍への調略に従事し、これを撤退または易幟させることに成功している。

### 孫文側近として
中華民国成立後、馬超俊は黎元洪の都督府で顧問となった。しかし黎が袁世凱支持を強めると、馬はこれに反発して批判活動を展開したために収監されてしまう。幸いにして、温宗尭・伍廷芳らの手配もあって短期間で釈放された。1914年（民国2年）、袁を支持する広東都督竜済光の配下馬存発を、刺客を放って暗殺したため、馬は日本へ亡命した。1916年春、中華革命党に入党していた馬は、同党に加入していたパイロットの坂本寿一と協力し、滋賀県に航空学校を創設、革命派の人物を訓練させたという。1917年に馬は帰国し、北京に民間航空学校の創設を計画したが、張勲復辟により断念した。
同年9月、孫文が護法運動の一環で広州で軍政府を成立させると、馬超俊もこれに参加し、労働運動の組織に従事した。これにより組織された労働組合として、南洋煙草公司職工同志会、粤僑工界聯合会、広東機器工人維持会などがあげられる。旧広西派（旧桂系）や陳炯明との紛争でも、馬は労働組合を指導して孫支持を堅持した。その後、広東兵工廠廠長となり、1924年（民国13年）、中国国民党広州市党部執行委員兼工人部長に任ぜられている。しかし、馬は労資合作（労使協調）を唱える立場で、孫が推進する三大政策には反対の立場であった。

### 労使協調、反蔣への転換

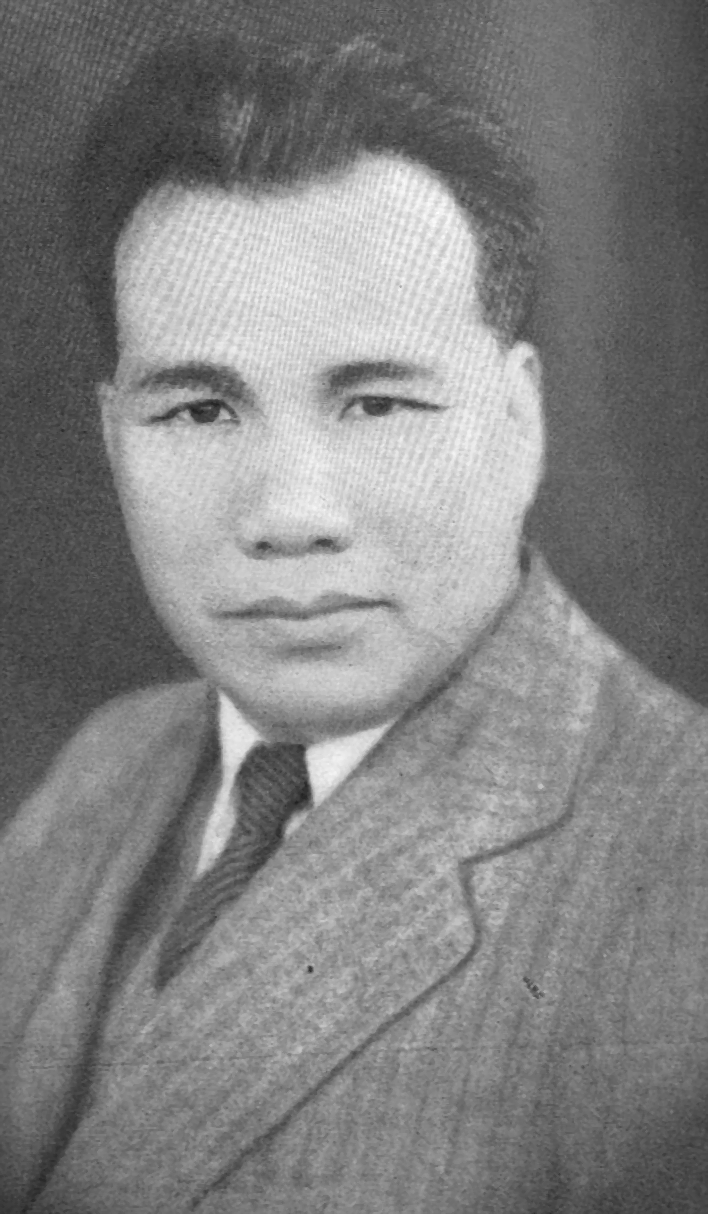
馬超俊 (1935年)

孫文死後の1925年（民国14年）春、馬超俊は反共の孫文主義学会に加入し、総幹事に任ぜられた。翌1926年から海外に赴き、華僑に対して反共宣伝を行う。1927年の蔣介石による上海クーデター（四・一二政変）を受けて帰国し、南京国民政府労工局局長に任ぜられた。同年8月、上海で『労工時報』を創刊し、労資合作と反共産党系労働組合の宣伝を行っている。
1928年（民国17年）1月、馬超俊は広東省農工庁庁長に任ぜられ、秋には建設庁庁長に移った。翌1929年（民国18年）、国民党広州市党部宣伝部長を兼任する。同年5月、国際労働機関（ILO）に中国代表として出席した。帰国後、広東省政府主席陳銘枢と対立して広東省の各職を辞し、8月に立法委員に任ぜられ、労工法起草委員会の召集人となっている。まもなく国民党華北党務特別員として天津に派遣され、反蔣派に対抗するための活動に従事した。同年冬に南京に戻り、国民党中央訓練部民衆訓練処処長に任ぜられている。
馬超俊は孫文の子孫科を支持しており、蔣介石による胡漢民軟禁事件が発生すると、孫と共に反蔣運動に転じた。満洲事変に伴う各派大同団結のため、1931年（民国20年）末に蔣が一時下野し、孫科が行政院長になると、馬は南京市長に任ぜられている。しかし孫科はまもなく行政院長辞任に追い込まれ、馬も南京市長を退いた。1934年（民国23年）12月、馬は国民政府委員に任ぜられ、翌1935年（民国24年）3月、南京市長に再任する。

### 日中戦争、晩年
1937年（民国26年）、日中戦争が勃発し南京が陥落すると、馬超俊は武漢へ逃れた。これ以後、馬は抗戦のための民衆・社会の組織に従事することになる。翌年春、中国児童救済総会理事長に就任し、さらに全国慰労総会副会長も務めた。4月、国民党中央社会部副部長に任ぜられ、1940年（民国29年）、党中央組織部副部長に異動している。1942年（民国30年）、重慶で呉鉄城らと南洋華僑総会を創設し、翌年に馬は同会理事長に就任した。1945年（民国34年）5月、国民党第6期中央執行委員に選出されている。
戦後、馬超俊は南京市長に復任し、接収事務を進めた。1946年（民国35年）12月、国民党中央農工部部長に任ぜられ、翌年9月の党6期4中全会で中央執行委員会常務委員に当選している。1948年（民国37年）4月、南京で中華民国全国総工会を創設した。国共内戦末期に台湾に逃れ、以降は総統府国策顧問、国民党中央紀律委員会委員、華僑協会総会理事長、光復大陸設計研究委員会委員、広東同郷総会理事長、総統府資政などを歴任している。1965年（民国54年）には、台湾中国文化学院と協力して労工研究所を創設し、その理事長を務めた。
1977年（民国66年）9月19日、台北市にて病没。享年82（満80歳）。編集した書籍に『中国労工運動史』、『中国労工問題』、『三民主義労工政策』、『比較労工政策』などがある。　　　　　　　　　　　　　　　　　　　　　　

## 注
1. ↑  熊尚厚「馬超俊」133頁。なお、この航空学校創設には、梅屋庄吉が資金面で援助していた。